# Knaldemper (wapen)

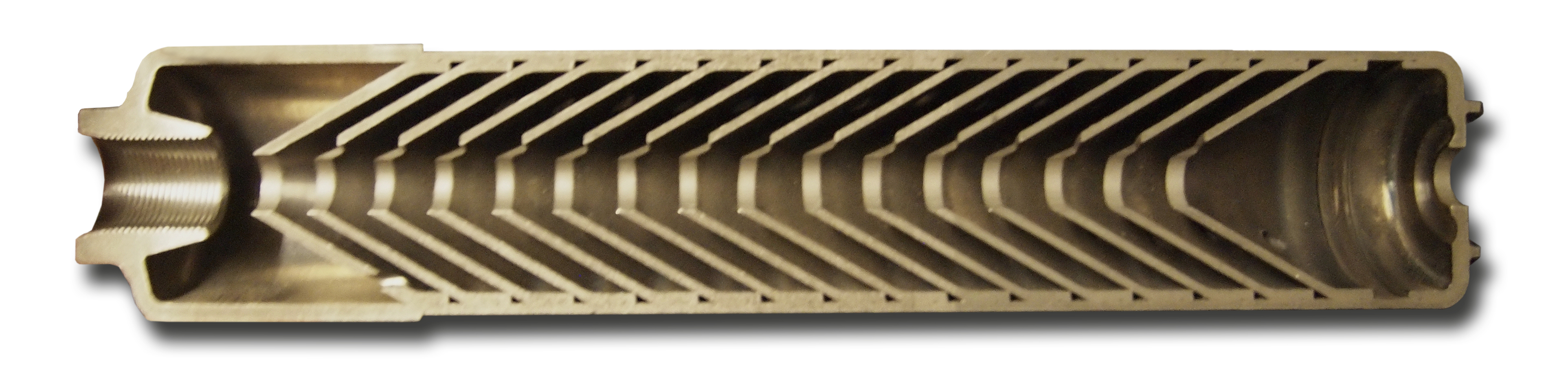
Links de schroefdraad waarmee de knaldemper aan het wapen wordt bevestigd, en de v-vormige kamers om het gas op te vangen

Een knaldemper (ook: geluiddemper) is een opzetstuk dat aan de loop van een vuurwapen kan worden bevestigd, om het geluid en de mondingsvlam die bij het afvuren van dit wapen ontstaan te reduceren. Door deze reductie komt niet al het gas in een keer vrij, maar wordt dit in tijd vertraagd.
Begin 20e eeuw werden de eerste vormen van knaldempers ontwikkeld door verschillende uitvinders. De Amerikaan Hiram Percy Maxim (zoon van Hiram Maxim) wordt vaak gezien als de maker van de eerste commercieel succesvolle knaldemper, waarvoor hem op 30 maart 1909 het Amerikaanse octrooi nr. 958935 werd verleend. Tijdens de Tweede Wereldoorlog werden knaldempers geregeld gebruikt door agenten van de Amerikaanse Office of Strategic Services.
De knaldemper bestaat meestal uit een cilinder van staal, aluminium of titanium, met een intern mechanisme dat het in volume uitzettende gas dat vrijkomt bij het afvuren van een vuurwapen vertraagt door het eerst op te vangen in holle kamers of het tijdelijk om te leiden. Een knaldemper kan vier tot vijftien van deze kamers bevatten. Door de bouw van de knaldemper komt het gas niet in een keer vrij, waardoor minder geluid en geen mondingsvlam ontstaat. Aangezien echter het grootste deel van de knal van een vuurwapen ontstaat door de kogel die door zijn snelheid de geluidsbarrière passeert, dient er bovendien gebruikgemaakt te worden van speciale subsonische munitie. Reguliere (supersonische) munitie is niet te dempen met een knaldemper.
Knaldempers komen in een groot aantal verschillende modellen voor, met afwisselende kwaliteit en omvang.

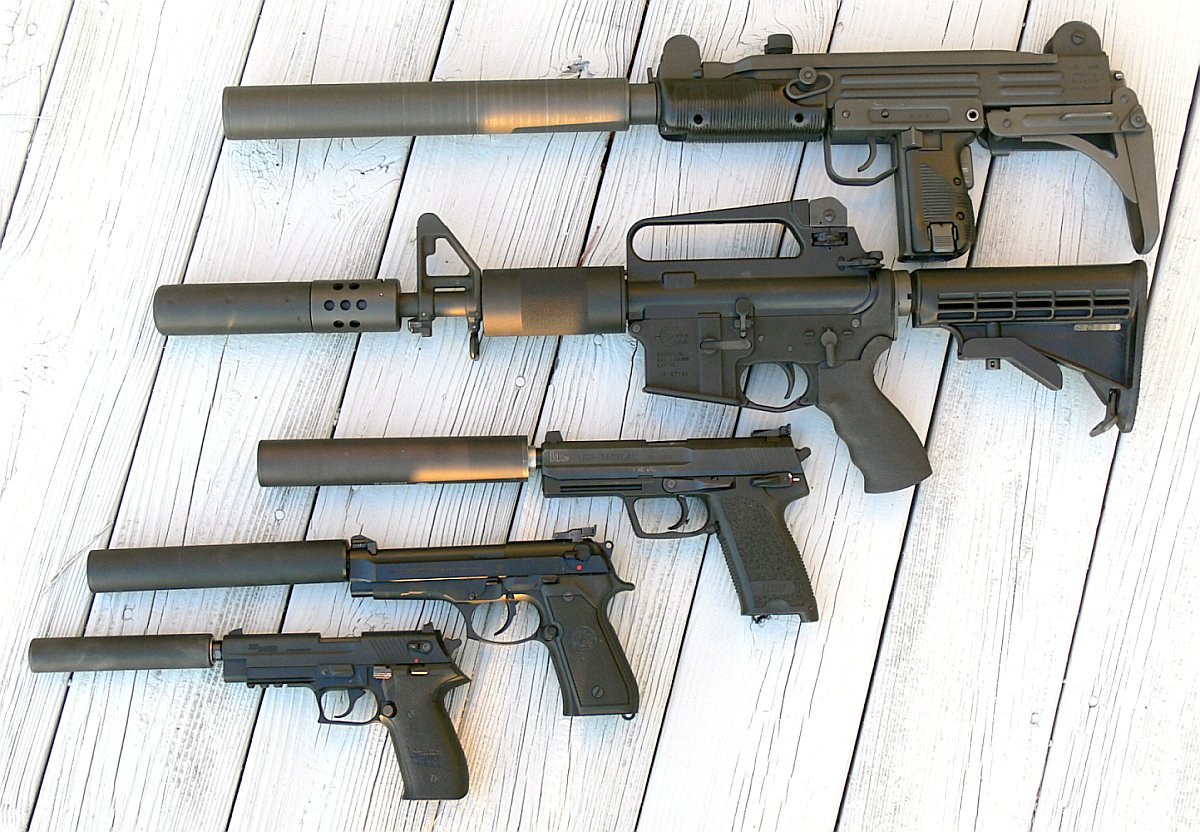
Verschillende vuurwapens met knaldempers

De manier waarop knaldempers worden getoond in fictie, zoals films, geeft vaak een vertekend beeld van de efficiëntie. Een knaldemper kan niet alle geluiden die bij het afvuren van een wapen horen verminderen of zelfs geheel onderdrukken.
De mate waarin knaldempers toegestaan zijn, verschilt per land.